# شینگو، واکایاما
شینگو در استان واکایاما در کشور ژاپن واقع شده‌است که دارای جمعیت ۳۲٬۶۵۴ نفر و مساحت ۲۵۵٫۴۳ کیلومتر مربع با تراکم جمعیت ۱۲۸ نفر در کیلومترمربع است و در تاریخ ۱ اکتبر ۲۰۰۵ به عنوان شهر شناخته شد.